# Сардинская партия действия
Сардинская партия действия (сард. Partidu Sardu, итал. Partito Sardo d'Azione, PSd'Az or PSdA) — сардинская националистическая, регионалистская и сепаратистская политическая партия, действующая в итальянской области Сардинии. Традиционно тяготея к левому центру, партия в XXI веке присоединилась к правоцентристской коалиции, став со временем союзником правоконсервативной Лиги.
Сардинская партия действия — одна из старейших в Европе националистических партий нацменьшинств, которая выступает за широкую автономию, стремящуюся к независимости. В 1984 году партия присоединилась к Европейскому свободному альянсу, но была исключена в 2020 году из-за союза с Лигой.
Кристиан Солинас, возглавляющий партию с 2015 года, был избран сенатором в 2018 году и президентом Сардинии в 2019 году, повторив успех Марио Мелиса в 1984—1989 годах.

## История
Сардинская партия действия была основана 17 апреля 1921 года в городе Ористано Давидом Кова, Эмилио Луссу, Камилло Беллиени и рядом других сардинских ветеранов Первой мировой войны. Уже вскоре партия была запрещена фашистским режимом Б. Муссолини и была реорганизована после Второй мировой войны Эмилио Луссу, секретарём Партии действия по делам Южной Италии во время войны, и другими ветеранами бригады «Сассари» и антифашистами из социал-демократической группы Итальянского движения Сопротивления. Луссу покинул партию в 1948 году, чтобы основать недолговечную Сардинскую партию социалистического действия (PSd’AzS), которая уже в 1949 году присоединилась к Итальянской социалистической партии вместе с частью членов Сардинской партии действия. Во многом из-за этого раскола левоцентристская Сардинская партия действия начала сотрудничать с христианскими демократами и была довольно стабильной до 1980-х годов.
На первых в своей истории региональных выборах в 1949 году Сардинская партия действия и Сардинская партия социалистического действия набрали 10,5 % и 6,6 % соответственно.
Пережив снижение популярности в 1960-х и 1970-х годах партия вновь набрала силу в 1980-х (13,8 % в 1984 году и 12,4 % в 1989 году). Это было время наибольшего успеха в истории партии. С 1983 по 1994 год Сардинская партия действия была представлена в итальянском парламенте, её лидер Марио Мелис в период с 1984 по 1989 год был президентом Сардинии во главе пятипартийной коалиции, состоящей также из коммунистов, социалистов, социал-демократов и республиканцев, а с 1989 по 1994 год был депутатом Европарламента.
В выборах 1996 года и 2001 года партия участвовала в составе левоцентристской коалиции «Оливковое дерево».
На региональных выборах в 2004 году Сардинская партия действия получила 3,9 % голосов и 2 места в региональном совете.
На выборах 2006 года лидер партии Джакомо Санна баллотировался в Сенат от Ломбардии как кандидат Лиги Севера (LN), но не был избран.
В выборах 2008 года партия баллотировалась сама по себе и набрала всего 1,5 % голосов в регионе. После этого начинается процесс поправения партии.
На региональных выборах 2009 года PSd’Az присоединилась к Правоцентристской коалиции Уго Каппеллаччи, спровоцировав левое крыло покинуть партию и сформировавать свою организацию, социал-демократическую партию «Красные мавры». Каппеллаччи победил, а Сардинская партия действия получила 4,3 % голосов (в традиционно левых провинциях Нуоро и Карбония-Иглезиас партия набрала 7,5 и 7,1 % соответственно) и четыре места в Региональном совете, кроме того, лидер партии Джакомо Санна был избран по региональному списку Каппеллаччи. «Красные мавры» получили 2,5 % и одно место в совете. На провинциальных выборах 2010 года партия наиболее преуспела в Нуоро (12,8 %), Сассари (6,9 %), Ольбия-Темпио (6,7 %) и Кальяри (6,4 %).
В 2013 году Сардинская партия действия порвала с Каппеллаччи и правоцентристами, но вновь присоединилась к коалиции как раз к региональным выборам 2014 года, на которых Каппеллаччи потерпел поражение, а получила 4,7 % голосов и два места в региональном совете.
В преддверии выборов 2018 года партия снова заключила избирательный союз с Лигой Севера. Альянсу удалось получить 10,8 % голосов, и Кристиан Солинас, лидер Сардинской партии действия, был избран в Сенат. Это ознаменовало возвращение партии в итальянский парламент через 22 года. В августе 2018 года партия была исключена из Европейского свободного альянса из-за её союза с Лигой.
На региональных выборах 2019 года Солинас был избран президентом Сардинии, набрав 47,8 % голосов, а партия набрала 9,9 %.

## Народная поддержка
Наибольшей популярностью Сардинская партия действия пользовалась в первые годы, так, на выборах 1921 года за неё отдали свои голоса 36 % избирателей. За всю свою последующую историю, партии так и не удалось восстановить ту поддержку электората, которая у неё была при основании.
Возобновив свою деятельность после свержения Муссолини, партия не пользовалась большой популярностью и на политической сцене Сардинии в основном занимала маргинальные позиции, и эта маргинализация лишь усилилась с установлением в Италии биполярной политической системы в 1990-х годах. Как результат, партия не выдвигала списки кандидатов в Палату депутатов на выборах 1972, 1976, 1979 и 2006 годов.

## Электоральная история

### Региональный совет Сардинии
| Год  | Голоса  | %    | Места    | +/– | Лидер                   | Прим.        |
| ---- | ------- | ---- | -------- | --- | ----------------------- | ------------ |
| 1949 | 60,525  | 10.4 | 7 из 60  | ▲ 7 | Пьеро Соджиу            |              |
| 1953 | 43,215  | 7.0  | 4 из 65  | ▼ 3 | Джованни Баттиста Мелис |              |
| 1957 | 40,214  | 6.0  | 5 из 70  | ▲ 1 | Пьетро Мастино          |              |
| 1961 | 50,039  | 7.2  | 5 из 72  | –   | Джованни Баттиста Мелис | Вместе с PRI |
| 1965 | 44,621  | 6.4  | 5 из 72  | –   | Джованни Баттиста Мелис | Вместе с PRI |
| 1969 | 33,220  | 4.4  | 3 из 74  | ▼ 2 | Джованни Баттиста Мелис |              |
| 1974 | 24,780  | 3.1  | 1 из 75  | ▼ 2 | Микеле Коломбо          |              |
| 1979 | 30,238  | 3.3  | 3 из 80  | ▲ 2 | Карло Санна             |              |
| 1984 | 136,720 | 13.8 | 12 из 81 | ▲ 9 | Карло Санна             |              |
| 1989 | 128,025 | 12.4 | 10 из 80 | ▼ 2 | Карло Санна             |              |
| 1994 | 47,000  | 5.1  | 4 из 64  | ▼ 6 | Джанкарло Аччьяро       |              |
| 1999 | 38,422  | 4.5  | 3 из 64  | ▼ 1 | Антонио Делитала        |              |
| 2004 | 32,859  | 3.9  | 3 из 85  | –   | Джакомо Санна           |              |
| 2009 | 35,428  | 4.3  | 4 из 80  | ▲ 1 | Джованни Колли          |              |
| 2014 | 31,886  | 4.7  | 3 из 60  | ▼ 1 | Джованни Колли          |              |
| 2019 | 69,964  | 9.9  | 8 из 60  | ▲ 5 | Кристиан Солинас        |              |

### Парламент Италии
| Палата депутатов Италии |                 |      |          |     |                         |                             |
| Год                     | Голоса          | %    | Места    | +/– | Лидер                   | Прим.                       |
| 1921                    | 35,108          | 0.53 | 4 из 535 | –   | Камилло Беллиени        |                             |
| 1924                    | 24,059          | 0.34 | 2 из 535 | ▼ 2 | Сальваторе Сале         |                             |
| 1946                    | 78,554          | 0.34 | 2 из 556 | –   | Джованни Баттиста Мелис |                             |
| 1948                    | 61,928          | 0.24 | 1 из 574 | ▼ 1 | Джованни Баттиста Мелис |                             |
| 1953                    | 27,231          | 0.10 | 0 из 590 | –   | Джованни Баттиста Мелис |                             |
| 1958                    | 173,227         | 0.59 | 0 из 596 | –   | Джованни Баттиста Мелис | Вместе с MC–PCd'I)          |
| 1968                    | 27,228          | 0.09 | 0 из 630 | –   | Джованни Баттиста Мелис |                             |
| 1979                    | 17,673          | 0.05 | 0 из 630 | –   | Карло Санна             |                             |
| 1983                    | 91,923          | 0.25 | 1 из 630 | ▲ 1 | Карло Санна             |                             |
| 1987                    | 169,978         | 0.44 | 2 из 630 | ▲ 1 | Карло Санна             |                             |
| 1992                    | 154,621         | 0.39 | 1 из 630 | ▼ 1 | Джорджо Ладу            | Вместе с блоком Federalismo |
| 1996                    | 38,002          | 0.10 | 0 из 630 | ▼ 1 | Лоренцо Палермо         |                             |
| 2001                    | 34,412          | 0.09 | 0 из 630 | –   | Джакомо Санна           | Вместе с SN                 |
| 2006                    | Вместе с ЛС–MpA | –    | 0 из 630 | –   | Джакомо Санна           |                             |
| 2008                    | 14,856          | 0.04 | 0 из 630 | –   | Эфисио Тринкас          |                             |
| 2013                    | 18,585          | 0.05 | 0 из 630 | –   | Джованни Колли          |                             |
| 2018                    | н/д             | –    | 0 из 630 | –   | Кристиан Солинас        | Вместе с Лигой              |

| Сенат Италии |         |      |          |     |                         |                              |
| Год          | Голоса  | %    | Места    | +/– | Лидер                   | Прим.                        |
| 1948         | 65,743  | 0.29 | 1 из 237 | ▲ 1 | Джованни Баттиста Мелис |                              |
| 1953         | 34,484  | 0.14 | 0 из 237 | ▼ 1 | Джованни Баттиста Мелис |                              |
| 1958         | 45,952  | 0.18 | 0 из 246 | –   | Джованни Баттиста Мелис |                              |
| 1963         | 34,954  | 0.13 | 0 из 315 | –   | Джованни Баттиста Мелис |                              |
| 1968         | 25,891  | 0.09 | 0 из 315 | –   | Джованни Баттиста Мелис |                              |
| 1972         | 189,534 | 0.63 | 0 из 315 | –   | Джованни Баттиста Мелис | вместе с PCI—PSIUP)          |
| 1979         | 15,766  | 0.05 | 0 из 315 | –   | Карло Санна             |                              |
| 1983         | 76,797  | 0.25 | 1 из 315 | ▲ 1 | Карло Санна             |                              |
| 1987         | 124,266 | 0.38 | 1 из 315 | –   | Карло Санна             |                              |
| 1992         | 174,713 | 0.52 | 0 из 315 | ▼ 1 | Джорджо Ладу            | Вместе с блоком Federalismo  |
| 1994         | 88,225  | 0.27 | 0 из 315 | –   | Джанкарло Аччьяро       |                              |
| 1996         | 421,331 | 1.19 | 1 из 315 | ▲ 1 | Лоренцо Палермо         | Вместе с «Оливковым деревом» |
| 2001         | 32,822  | 0.10 | 0 из 315 | ▼ 1 | Джакомо Санна           | Вместе с SN                  |
| 2006         | 16,733  | 0.06 | 0 из 315 | –   | Джакомо Санна           |                              |
| 2008         | 15,292  | 0.05 | 0 из 315 | –   | Эфисио Тринкас          |                              |
| 2013         | 18,602  | 0.06 | 0 из 315 | –   | Джованни Колли          |                              |
| 2018         | н/д     | –    | 1 из 315 | ▲ 1 | Кристиан Солинас        | Вместе с Лигой               |

### Европарламент
| Европарламент |                |      |         |     |                   |                             |
| Год           | Голоса         | %    | Места   | +/– | Лидер             | Прим.                       |
| 1984          | 193,430        | 0.55 | 1 из 81 | ▲ 1 | Карло Санна       | Вместе с UV                 |
| 1989          | 207,739        | 0.60 | 1 из 87 | –   | Карло Санна       | Вместе с блоком Federalismo |
| 1994          | Не участвовали | –    | 0 из 87 | ▼ 1 | Джанкарло Аччьяро |                             |
| 1999          | 61,185         | 0.2  | 0 из 87 | –   | Антонио Делитала  | Вместе с LAV—CU)            |
| 2004          | 159,098        | 0.49 | 0 из 78 | –   | Джакомо Санна     | Вместе с LAL—LFV—UfS)       |

## Руководство
Секретари
- 1921—1922 — Камилло Беллиени
- 1922 — Паоло Пили
- 1922—1923 — Луиджи Оггиано
- 1923—1925 — Сальваторе Сале
- 1925—1926 — Уго Паис
- 1926—1945 — Луиджи Баттиста Puggioni
- 1945—1948 — Джованни Баттиста Мелис
- 1948—1951 — Пьеро Соджиу
- 1951—1953 — Джованни Баттиста Мелис
- 1953—1957 — Пьетро Мастино
- 1957—1974 — Джованни Баттиста Мелис
- 1974—1979 — Микеле Коломбо
- 1979—1990 — Карло Санна
- 1990—1991 — Эфисио Пиллери
- 1991—1992 — Джорджо Ладу
- 1992—1994 — Итало Орту
- 1994 — Джанкарло Аччьяро
- 1994—1995 — Чечилия Конту
- 1995—1997 — Лоренцо Палермо
- 1997—1999 — Антонио Делитала
- 2000—2006 — Джакомо Санна
- 2006—2009 — Эфисио Тринкас
- 2009—2014 — Джованни Колли
- 2015 — Джованни Коломбо
- 2015—н. в. — Кристиан Солинас

Президент
- ?—2000 — Франко Мелони
- 2000—2004 — Лоренцо Палермо
- 2004—2006 — Сильвано Кадони
- 2006—2015 — Джакомо Санна
- 2015—2017 — Джованни Коломбо
- 2018—н. в. — Антонио Моро